# Palù
Palù is een gemeente in de Italiaanse provincie Verona (regio Veneto) en telt 1181 inwoners (31-12-2004). De oppervlakte bedraagt 13,5 km², de bevolkingsdichtheid is 87 inwoners per km².
In Palù zijn er geen frazione.

## Demografie
Palù telt ongeveer 404 huishoudens. Het aantal inwoners steeg in de periode 1991-2001 met 3,2% volgens cijfers uit de tienjaarlijkse volkstellingen van ISTAT.
| Jaar | Inwoneraantal |
| ---- | ------------- |
| 1991 | 1089          |
| 2001 | 1124          |

## Geografie
De gemeente ligt op ongeveer 25 m boven zeeniveau.
Palù grenst aan de volgende gemeenten: Oppeano, Ronco all'Adige, Zevio.
Affi · Albaredo d'Adige · Angiari · Arcole · Badia Calavena · Bardolino · Belfiore · Bevilacqua · Bonavigo · Boschi Sant'Anna · Bosco Chiesanuova · Bovolone · Brentino Belluno · Brenzone · Bussolengo · Buttapietra · Caldiero · Caprino Veronese · Casaleone · Castagnaro · Castel d'Azzano · Castelnuovo del Garda · Cavaion Veronese · Cazzano di Tramigna · Cerea · Cerro Veronese · Cologna Veneta · Colognola ai Colli · Concamarise · Costermano · Dolcè · Erbezzo · Erbè · Ferrara di Monte Baldo · Fumane · Garda · Gazzo Veronese · Grezzana · Illasi · Isola Rizza · Isola della Scala · Lavagno · Lazise · Legnago · Malcesine · Marano di Valpolicella · Mezzane di Sotto · Minerbe · Montecchia di Crosara · Monteforte d'Alpone · Mozzecane · Negrar · Nogara · Nogarole Rocca · Oppeano · Palù · Pastrengo · Pescantina · Peschiera del Garda · Povegliano Veronese · Pressana · Rivoli Veronese · Ronco all'Adige · Roncà · Roverchiara · Roveredo di Guà · Roverè Veronese · Salizzole · San Bonifacio · San Giovanni Ilarione · San Giovanni Lupatoto · San Martino Buon Albergo · San Mauro di Saline · San Pietro di Morubio · San Pietro in Cariano · San Zeno di Montagna · Sanguinetto · Sant'Ambrogio di Valpolicella · Sant'Anna d'Alfaedo · Selva di Progno · Soave · Sommacampagna · Sona · Sorgà · Terrazzo · Torri del Benaco · Tregnago · Trevenzuolo · Valeggio sul Mincio · Velo Veronese · Verona · Veronella · Vestenanova · Vigasio · Villa Bartolomea · Villafranca di Verona · Zevio · Zimella
1. ↑  https://demo.istat.it/?l=it.